# Tomás
Tomás ist die spanische, portugiesische und irische Variante des Vornamens Thomas. Er ist auch als Familienname gebräuchlich.

## Namensträger

### Vorname
- Tomás de Anchorena (1783–1847), argentinischer Anwalt und Staatsmann
- Tomás Asta-Buruaga (* 1996), chilenischer Fußballspieler
- Tomás Balcázar (1931–2020), mexikanischer Fußballspieler
- Tomás Borge (1930–2012), nicaraguanischer Politiker und Schriftsteller
- Tomás Boy (* 1953), mexikanischer Fußballspieler
- Tomás Burgos Sotomayor (1875–1945), chilenischer Philanthrop
- Tomás Cabral (* 1965), osttimoresischer Beamter und Politiker
- Tomás Carreras Artau (1879–1954), katalanischer Philosoph, Ethnologe und Politiker
- Tomás da Fonseca (1877–1968), portugiesischer Politiker und Schriftsteller
- Tomás Marín González de Poveda (1650–1703), spanischer Offizier, Kolonialadministrator und Gouverneur
- Tomás Gargal (1536–1614), katalanischer Ordensgeistlicher, Bischof von Malta
- Tomás Gil (* 1977), venezolanischer Radrennfahrer
- Tomás Gonçalves (* 1944), osttimoresisch-indonesischer Administrator und Milizionär
- Tomás Antônio Gonzaga (1744–1810), brasilianischer Lyriker portugiesischer Abstammung
- Tomás Gomensoro (1810–1900), uruguayischer Politiker
- Tomás Enrique Márquez Gómez (1915–2004), venezolanischer Geistlicher, katholischer Bischof
- Tomás Guzmán (* 1982), paraguayischer Profifußballer
- Tomás Hirsch (* 1956), chilenischer deutschstämmiger Politiker
- Tomás Katari (?–1781), Führer eines Indianeraufstands 1780 in Peru
- Tomás León (1826–1893), mexikanischer Komponist und Pianist
- Tomás Roberto Patricio Manning (1922–2001), US-amerikanischer Ordensgeistlicher, katholischer Bischof
- Tomás Martín (* 1970), spanischer Schauspieler
- Tomás Milián (1933–2017), kubanisch-italienisch-US-amerikanischer Schauspieler
- Tomás Mejías (* 1989), spanischer Fußballtorwart
- Tomás Regalado (Politiker, 1861) (1861–1906), salvadorianischer Politiker, Präsident 1898 bis 1903
- Tomás Regalado (Politiker, 1947) (* 1947), kubanisch-amerikanischer Politiker (Republikaner)
- Tomás Regueiro (?–1991), spanischer Fußballspieler baskischer Herkunft
- Tomás Ribeiro (1831–1901), portugiesischer Lyriker, Journalist und Politiker
- Tomás Tavares (* 2001), portugiesischer Fußballspieler
- Tomás Yepes (1598–1674), spanischer Maler

### Familienname
- Américo Tomás (1894–1987), portugiesischer Staatspräsident (1958–1974) und Admiral
- Antonio Tomás (* 1985), spanischer Fußballspieler
- Augusto da Silva Tomás (* 1957), angolanischer Politiker, Finanzwissenschaftler und Hochschullehrer
- Isidro Gomá y Tomás (1869–1940), spanischer Kardinal der römisch-katholischen Kirche und Erzbischof von Toledo
- José Tomás (* 1975), spanischer Torero
- Manuel Fernandes Tomás (1771–1822), portugiesischer Jurist und Staatsmann
- Tiago Tomás (* 2002), portugiesischer Fußballspieler

## Varianten
Männlich:
- Foma (Фома) russisch
- Tamas (Tāmas – தாமஸ்) oder Toma (Tōmā – தோமா) tamilisch
- Tamas (თამაზ) georgisch
- Tamás ungarisch
- Teomo jiddisch
- Thomé französisch
- Tom englische Kurzform
- Toma bulgarisch, serbisch
- Tomas schwedisch, norwegisch, litauisch
- Tomáš tschechisch
- Tomaš obersorbisch
- Tomaž slowenisch
- Tommaso/Tomaso italienisch
- Tomek polnisch (Diminutiv von Tomasz)
- Tomi deutsch
- Tomm englisch, norwegisch
- Tommi deutsch
- Tommy englisch
- Thommy englisch
- Tomy englisch
- Tammes dänisch
- Tömu oder Thömu Berndeutsch
- Tomasz (Tomek) polnisch
- Tuomas finnisch
- Tomais gälisch
- Tuami marokkanisch-arabisch
- Tuma aramäisch
- Tomislav kroatisch
- トマス (Tomasu) japanisch
- 도마 (Doma) koreanisch
- Tumasch rätoromanisch
- Thomes oberschwäbisch
- Theumis südniedersächsisch
- Dammerl bairisch
- Toomas estnisch
- Tomassi
- Tomassoni
- Tavis schottisch

Weiblich:
- Tammy englisch
- Thomasine
- Thomassine
- Tamsin englisch, kornisch
- Tamsyn englisch
- Tamsen englisch
- Tamzen englisch
- Tamzin englisch
- Thomasina englisch
- Thomasena
- Tamson kornisch
- Tommie englisch
- Tommi englisch
- Thommy englisch
- Thommi englisch
- Tamsin englisch
- Tomasa spanisch
- Tommasina italienisch
- Tòmag schottisch-gälisch